# Herbert Nitsch

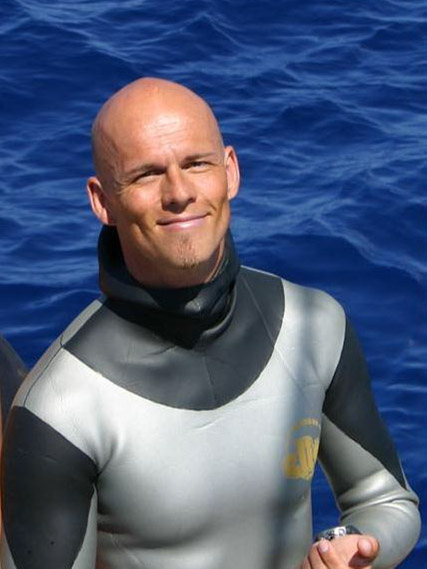
Herbert Nitsch

Herbert Nitsch, född 20 april 1970, är en österrikisk fridykare som slagit världsrekord i de åtta olika fridykningsområdena som är erkända av AIDA international. Nitsch är nuvarande världsmästare och ”the deepest man on earth”. Han fick denna titel år 2007 då han satte världsrekord i fridykning med 214 meters djup inom fridykarområdet "inga gränser". År 2012 överträffade Hebert sitt personbästa inom "inga gränser" med 253,2 meters  djup, men drabbades av dykarsjukan. 2012 har Nitsch 33 officiella världsrekord.